# Březová nad Svitavou
Březová nad Svitavou (in tedesco Brüsau) è una città della Repubblica Ceca facente parte del distretto di Svitavy, nella regione di Pardubice.